# North Bend (Ohio)
North Bend è un villaggio degli statunitense che si trova nel territorio della township di Miami, contea di Hamilton nello stato dell'Ohio.
North Bend ha dato i natali al 23º presidente degli Stati Uniti Benjamin Harrison e qui è vissuto ed è sepolto il 9º presidente degli Stati Uniti d'America William Henry Harrison, al quale è stato elevato nel villaggio un monumento funebre. William Henry Harrison era il nonno di Benjamin Harrison. A North Bend è nato ed è vissuto John Scott Harrison, figlio di William Henry Harrison e padre di Benjamin Harrison, unico uomo statunitense ad essere figlio di un presidente degli Stati Uniti d'America e padre di un altro presidente.